# Lamborghini Reventón
De Lamborghini Reventón is een supercar gebouwd door Lamborghini. Het ontwerp is gebaseerd op de F-22 Raptor-straaljager. Het chassis van de auto is van de Lamborghini Murciélago LP640.
De auto werd officieel onthuld op 11 september 2007 op de Internationale Automobilausstellung in Frankfurt am Main. Volgens Lamborghini zullen slechts twintig auto's geproduceerd worden, die voor 1 miljoen euro per stuk verkocht zullen worden (exclusief belasting).
De laatste van deze twintig is op 19 november 2008 bij een dealer in Birmingham door Lamborghini-CEO Stephan Winkelmann overhandigd aan de Engelse eigenaar. De eigenaar van dit enige exemplaar in Groot-Brittannië heeft aangekondigd dat hij zijn Reventón niet in de garage opbergt. De koper, die graag anoniem wil blijven, gaat er gewoon mee op het plaatselijke wegennet rondrijden.
Het automagazine Top Gear heeft als enige autoblad in de Lamborghini Reventón gereden.

## Prestaties
De Reventón heeft dezelfde 6,5 liter-V12-motor als de Murciélago LP640 maar dan met 10 pk meer, zodat het vermogen 650 pk bedraagt. Ondanks deze extra kracht en het feit dat de auto koolstofvezelelementen bevat, kan de Reventón "slechts" in dezelfde 3,4 seconden als de Murciélago naar de 100 km/u versnellen. De topsnelheid zou boven de 340 km/u liggen.

## Interieur
Het instrumentenpaneel bestaat uit drie lcd-schermen met twee verschillende besturingsmodussen. Deze lcd-schermen zijn ingewerkt in een solide aluminiumblok beschermd door een omhulsel van koolstofvezel. Een opmerkelijke nieuwigheid in de Reventón is de G-kracht meter; Formule 1-teams gebruiken een gelijkwaardig instrument.

## Exterieur
Lamborghini heeft ook enkele trekjes van het moederbedrijf Audi overgenomen. De Reventón is de eerste auto waarbij daglichten zijn geïntegreerd in de hoofdschijnwerpers. Zeven leds op elke hoofdlamp flankeren de Bi-Xenon lampen en blijven aanstaan gedurende dat de auto rijdt. Als gevolg van de zeer hoge temperaturen in het onderste deel van de achterzijde van de auto zijn voor de achterlichten speciale hittebestendige leds toegepast.

## Naam
De Reventón werd vernoemd naar een stier, om de traditie van Lamborghini in stand te houden. Reventón is het Spaanse woord voor "uitbarsting" of "explosie". Het werd bij de stier gebruikt als een adjectief waardoor de naam geïnterpreteerd moet worden als: “hij die eraan gewend is om dingen te laten uitbarsten”.

## Roadster
In 2009 werd op de IAA Frankfurt de cabriolet-versie onthuld. Ook van deze versie zullen er slechts 15 geproduceerd worden.